# ドミニク・マルクヴァルト・ツー・レーヴェンシュタイン＝ヴェルトハイム＝ロシュフォール
ドミニク・マルクヴァルト・ツー・レーヴェンシュタイン＝ヴェルトハイム＝ロシュフォール（Dominik Marquard zu Löwenstein-Wertheim-Rochefort, 1690年11月7日 - 1735年3月11日）は、ドイツの上級貴族レーヴェンシュタイン＝ヴェルトハイム家出身者では2番目の侯。

## 生涯
レーヴェンシュタイン＝ヴェルトハイム＝ロシュフォール侯マクシミリアン・カールとその妻ポリクセナ・クーエン・フォン・リヒテンベルク・ウント・ベラージの間の第9子として生まれた。名前は洗礼の代父を務めたバンベルク司教マルクヴァルト・ゼバスティアン・シェンク・フォン・シュタウフェンベルクに因む。1710年、父と同名の兄マクシミリアン・カールが独身のまま29歳で死去したため、侯世子となる。
1718年12月に父が死ぬと侯位を継いだ。マルクヴァルトが家督相続後に様々な所領を購入したことは、レーヴェンシュタイン＝ヴェルトハイム家の歴史にとって重要な意味を持った。1720年にボヘミアのハイトの城と所領を入手し、翌1721年にはエアバッハ伯爵家から市場町クラインホイバッハを買い取った。1730年、バーデン地方のローゼンベルク騎士領を、同族のレーヴェンシュタイン＝ヴェルトハイム家の福音派の家系（フィルネブルク系）から買い取った。このローゼンベルク騎士領の名称は、彼の子孫である同家のカトリック系の末裔が、19世紀に家名として使用することになる。そして、クラインホイバッハには大規模で豪奢なフランス様式の居館レーヴェンシュタイン城を建設させた。
1735年、ヴェネツィア・カーニバルにお忍びで訪れている時に死去し、同市にそのまま葬られた。心臓だけは切り取られてヴェルトハイムの教会に安置された。伝説によればマルクヴァルトはガラス製の短刀で刺殺されたという。

## 子女
1712年2月28日、ローテンブルク・アン・デア・フルダにおいて、ヘッセン＝ヴァンフリート方伯カールの娘クリスティーネ・フランツィスカ・ポリクセネ（1688年 - 1728年）と結婚し、間に10人の子女をもうけた。
- カール・トマス（1714年 - 1789年） - レーヴェンシュタイン＝ヴェルトハイム＝ロシュフォール侯
- フィリップ・エルンスト・コンスタンティン（1715年 - 1734年）
- レオポルト（1716年 - 1770年）
- フランツ・カール（1717年 - 1750年） - 1749年、男爵令嬢ヨゼフィーネ・シルンディンガー・フォン・シルンディングと結婚
- クリスティアン・フィリップ（1719年 - 1781年） - 1773年、フランソワーズ・ド・ウンベールと結婚
- ヨーゼフ・ヨハン（1720年 - 1788年） - 1750年、男爵令嬢ドロテア・テレジア・フォン・ハウゼン・ウント・グライヒェンシュトーフと結婚
- テーオドル・アレクサンダー（1722年 - 1780年） - 1751年、伯爵令嬢カタリーナ・ツー・ライニンゲン＝ダークスブルク＝ハルテンブルクと結婚
- クリスティーナ（1713年 - 1714年）
- ゾフィー・ヴィルヘルミーネ（1721年 - 1749年） - 1740年、ホーエンローエ＝ヴァルデンブルク＝シリングスフュルスト侯カール・アルブレヒト1世と結婚
- レオポルディーネ（1726年 - 1759年） - 1756年、ジャン・ジョゼフ・トマ・ド・ジョアニ・ド・ヴェルクロと結婚